# Santa María de Robledo
Santa María de Robledo es una localidad perteneciente al municipio de Palazuelos de Eresma, en la provincia de Segovia, comunidad autónoma de Castilla y León, España. Está compuesta por las urbanizaciones de Parque Robledo, Peñas del Erizo, Carrascalejo y Quitapesares.
Está situada a un kilómetro de Palazuelos de Eresma y a 1,5 de la parte más cercana de Segovia capital. En 2023 contaba con 1787 habitantes.
El área se encuentra a ambos lados de la CL-601 entre el Real Sitio de San Ildefonso y la SG-20.

## Toponimia
Su nombre se debe a la existencia en un pasado de una casa de esquileo llamada de Santa María de Robledo, posiblemente tenga relación antigua advocación local vinculada a la trashumancia y con la gran cantidad de robles en el entorno, cada vez más escasos. La primera urbanización del núcleo en crearse, Parque Robledo, colindante con la Cañada Real Soriana Occidental o de la Vera de la Sierra llevó también esta denominación por el mismo motivo.

## Geografía

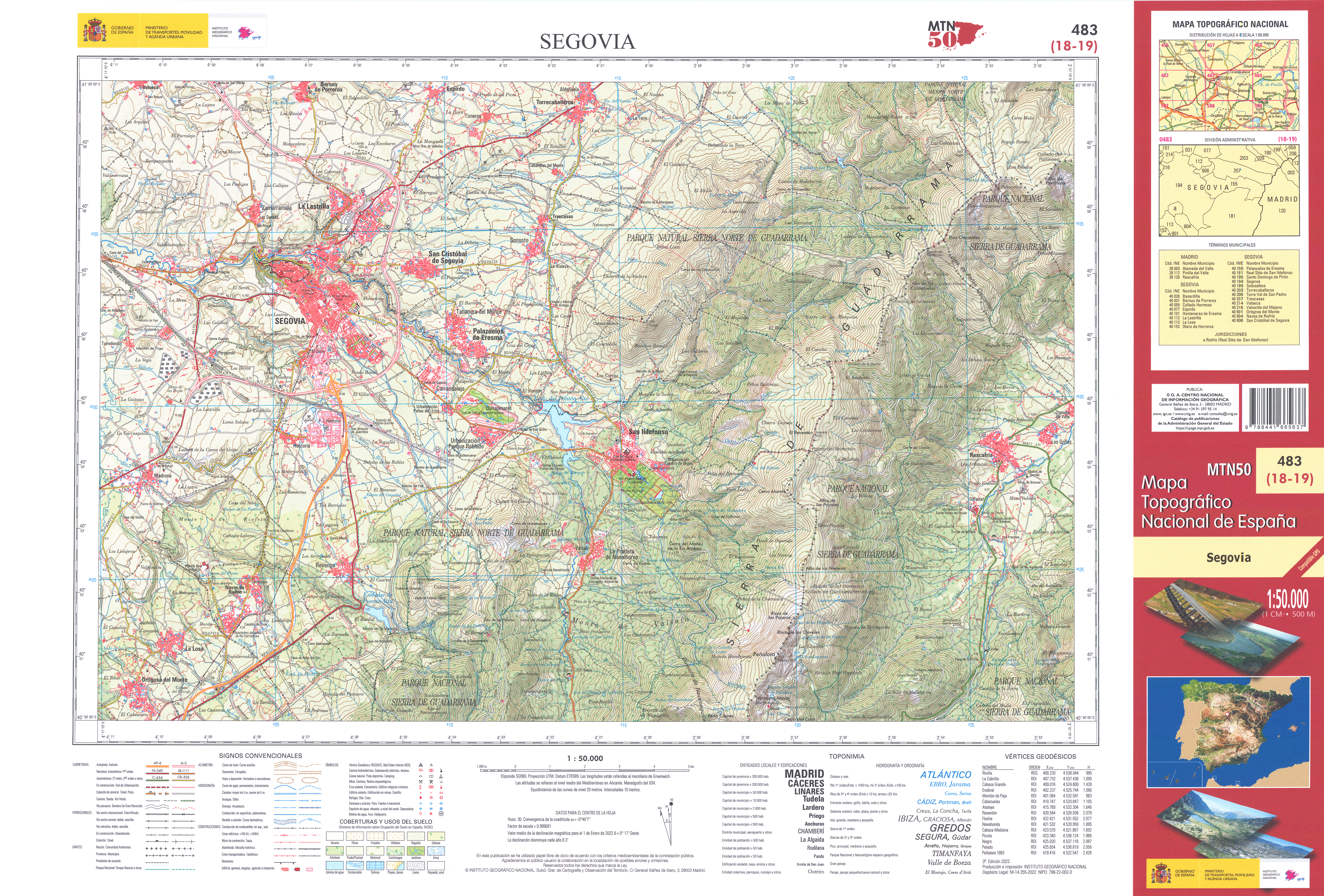
Fragmento de la hoja 483 del Mapa Topográfico Nacional de España de 2022 en el que se representa la localidad de Santa María de Robledo

### Límites
| Noroeste: Palazuelos de Eresma, Segovia                          | Norte: Palazuelos de Eresma | Noreste: Palazuelos de Eresma, Real Sitio de San Ildefonso |
| Oeste: Segovia                                                   |                             | Este: Real Sitio de San Ildefonso                          |
| Suroeste: Segovia                                                | Sur: Segovia                | Sureste: Segovia, Real Sitio de San Ildefonso              |
| ----Mapa interactivo — Santa María de Robledo y su término local |                             |                                                            |

## Demografía
Evolución de la población
| Gráfica de evolución demográfica de Santa María de Robledo entre 2000 y 2023                                                |
| |
| Población residente (2000-2021) según los censos de población del INE. Población según el padrón municipal de 2022 del INE. |

Los tres núcleos de población que integran la localidad tienen, según el INE 2023, el censo siguiente:
| Distribución de la población |                |              |              |
| Peñas del Erizo              | Parque Robledo | Quitapesares | Carrascalejo |
| 43                           | 787            | 134          | 823          |

Sumando una población total de 1787 habitantes.

## Cultura

### Patrimonio

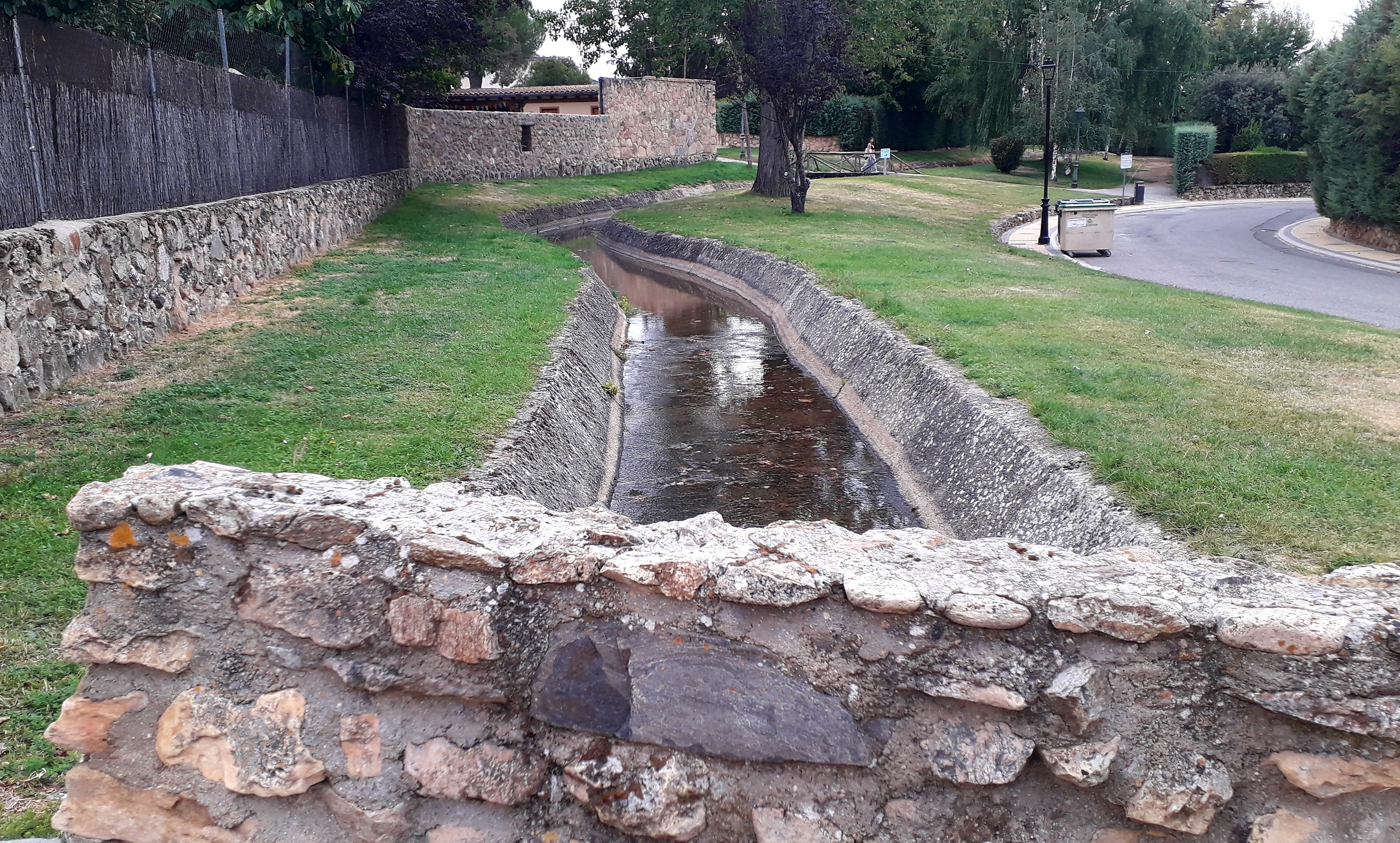
Cacera de Navalcaz a su paso por Parque Robledo

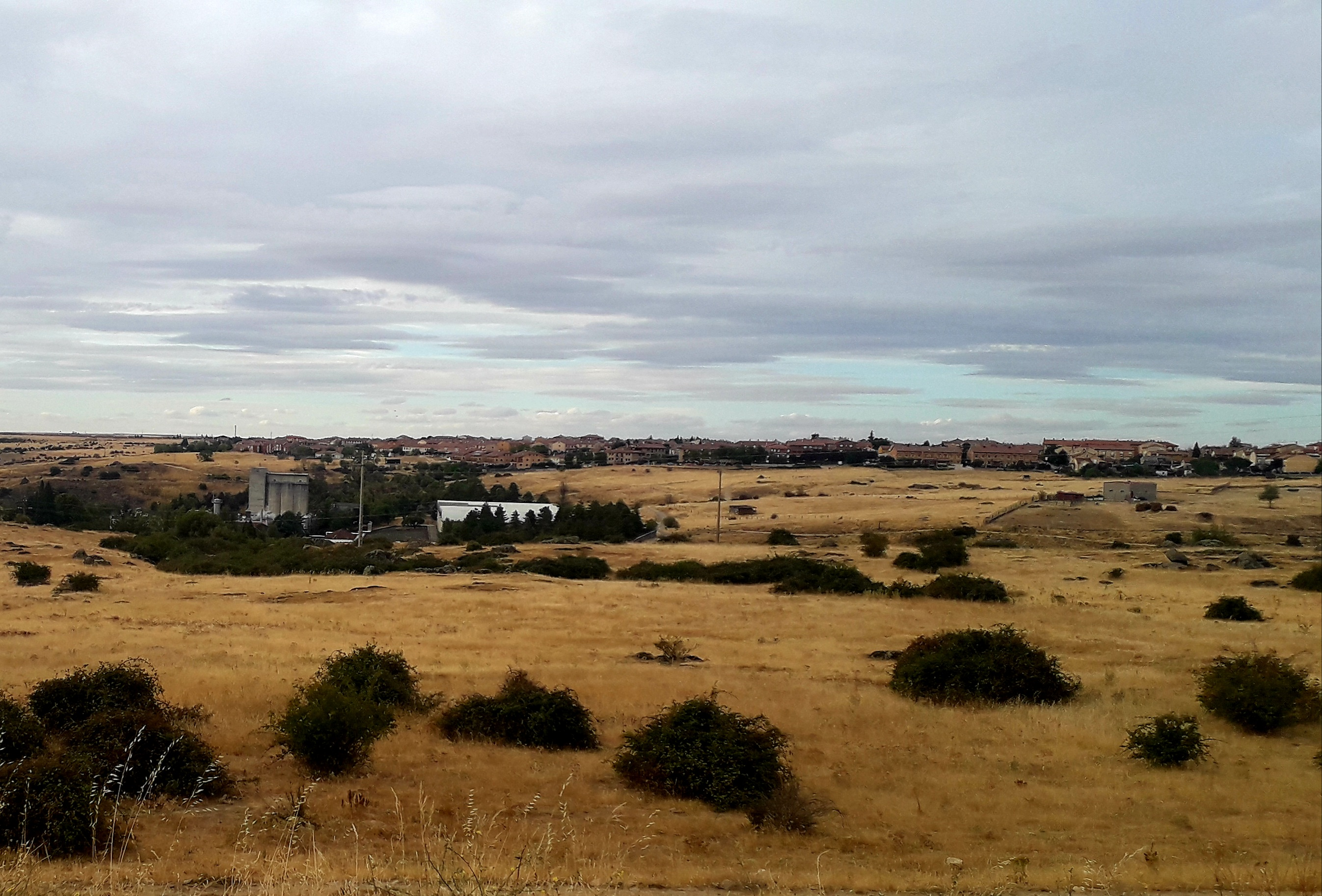
Destilerías Whisky DYC desde la SG-V-6126, muy próximas a Carrascalejo

- Ruinas del esquileo de Santa María de Robledo.
- Destilerías y Crianza del Whisky DYC.
- Cañada Real Soriana Occidental.
- Cacera de Navalcaz.[11]

- Finca y palacio real de la Quinta de Quitapesares.

### Fiestas
- Santiago Apóstol, del 20 al 22 de julio.[12][13]